# Estados Unidos nos Jogos Pan-Americanos de 1999
Os Estados Unidos nos Jogos Pan-Americanos de 1999 competiram pela 13ª nos jogos, desta vez a sede foi Winnipeg, no Canadá.
Os atletas estadunidenses conquistaram um total de 296 medalhas para o país, pouco mais que a metade do total registrados nos jogos anteriores, porém o suficiente para ficar bem a frente do segundo colocado no quadro de medalhas, Cuba..